# Hardcore Blasters
Hardcore Blasters est un label indépendant de techno hardcore et gabber italien. Il est fondé en 2002 par Diego Buffoni et Simone Gritti.

## Histoire
Le label est fondé en 2002 par Diego Buffoni (alias DJ D) et Simone Gritti, créateurs en 1994 du label indépendant hardstyle/hard trance Ipnotika. Il est l'un des nombreux labels hardcore indépendants ayant émergé au début des années 2000 pendant la crise et les controverses que subissait à cette époque la scène gabber.
Le label compte des artistes d'origines néerlandaises, italiennes et espagnoles, incluant Nitrogenetics, Rayden (anciennement DJ Piwi), Juanma, DJ D, Hellsystem, Miosa et le groupe Dirty Bastards ; la plupart de ces artistes possèdent un passé notoire comme Juanma, collaborateur de Javi Boss, ancien résident à Central Rock, lauréat de prix issus de nombreux magazines.
Depuis les années 2010, Hardcore Blasters participe à divers événements comme Masters of Hardcore,, et à plusieurs festivals français.